# Kmiczyn
Kmiczyn is een plaats in het Poolse district  Tomaszowski (Lublin), woiwodschap Lublin. De plaats maakt deel uit van de gemeente Łaszczów en telt 320 inwoners.